# Beckidia connexa
Beckidia connexa är en tvåvingeart som beskrevs av Oksana V. Zorina 2006. Beckidia connexa ingår i släktet Beckidia och familjen fjädermyggor. Inga underarter finns listade i Catalogue of Life.